# 군산진포중학교
군산진포중학교(群山鎭浦中學校)는 대한민국 전북특별자치도 군산시 수송동에 있는 공립 중학교이다.

## 학교 연혁
- 1916년 4월 1일 : 군산공립실과고등여학교 설립
- 1916년 5월 21일 : 군산공립 실과고등여학교 개교(2년제)
- 1921년 4월 1일 : 군산공립고등여학교로 교명 개칭
- 1947년 4월 1일 : 학제 개편으로 군산공립여자중학교로 교명 개칭(6년제)
- 1977년 3월 1일 : 군산시 수송동 61의 10번지로 이전
- 2000년 3월 1일 : 남녀공학으로 인한 군산진포중학교로 교명 개칭
- 2022년 9월 1일 : 제30대 한승만 교장 취임
- 2024년 1월 5일 : 제74회 졸업 243명 (총 28,605명)
- 2024년 3월 4일 : 신입생 221명 입학 총 25학급 편성
- 2025년 1월 3일 : 제75회 졸업 228명 (총 28,833명)
- 2025년 3월 4일 : 신입생 230명 입학 총 25학급 편성

## 참고 자료
- 군산진포중학교 - 한국교육학술정보원 학교알리미